# Băcia
Băcia (en hongrois : Bácsy, en allemand : Schäfendorf ) est une commune de l'ouest de la Roumanie, en Transylvanie, située dans le județ de Hunedoara, près de la ville de Simeria. La commune comprend les villages de Băcia, Petreni , Tâmpa et Totia .

## Blason
Le blason de la commune comporte au chef un échiquier d'azur et d'or. Le reste du blason est composé d'une croix de saint André d'argent posé sur un champ de gueules. Le tout est surmonté d'une tour.

## Démographie
Selon le recensement effectué en 2011 , la commune de Băcia compte 1 827 habitants. C'est un chiffre en hausse par rapport au recensement précédent de 2002, qui comptabilisait 1 797 habitants. La plupart des habitants sont d'origine ethnique roumaine (91,52%) avec une minorité d'origine hongroise (4,27%). L'origine ethnique est inconnue pour 3,5% de la population. D'un point de vue confessionnel, la plupart des habitants sont orthodoxes (85,99%).

## Monuments et lieux remarquables
- Eglise orthodoxe "St. George" dans le village de Baciu
- Église réformée à Băcia
- Église orthodoxe dans le village de Petreni
- Église orthodoxe de Totia
- Maison commémorative "Dr. Petru Groza "
- Montagnes Poiana Ruscă
- Montagnes de Sebes
- Rivière Strei